# 老街省
老街省（越南语：／），又作“牢該省”，是越南西北部的一个省，省莅安沛坊。另外老街坊是越南与中国的重要边境关口。

## 地理
老街省东接宣光省，西接莱州省，北邻中国云南省河口瑶族自治县。全境多山林，被紅河一分為二，西北部有越南境內最高峰——番西邦峰。
由於老街省全省地處雲貴高原的山腳近平地處，平均氣溫比起鄰國的中國雲南省高，也比越南北部很多城市的氣溫為低，全年平均氣溫界於18至28攝氏度之間。

## 历史
后黎朝时期，设歸化府，隶属兴化处。

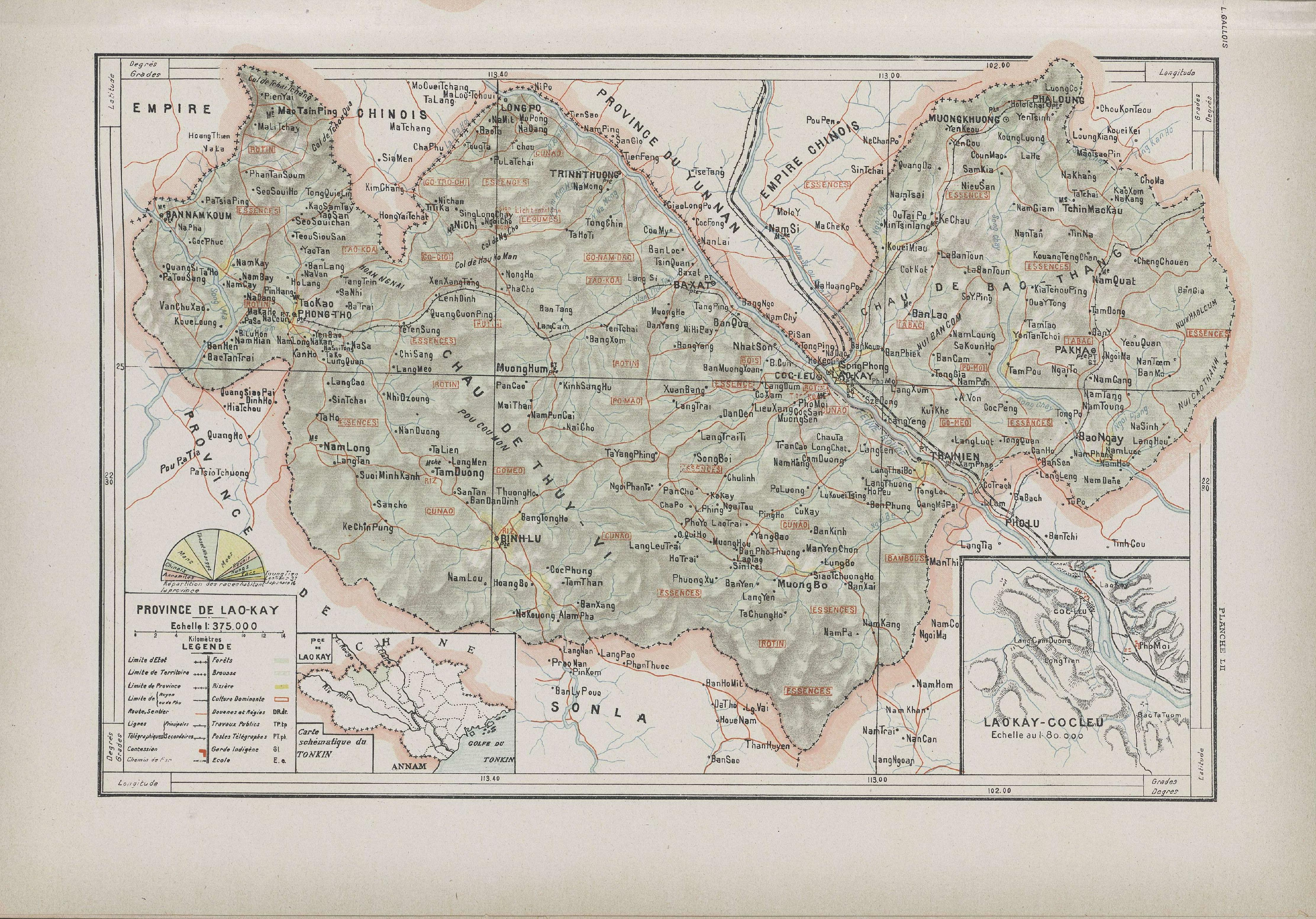
法属印度支那时期的老街省地图

明命十二年（1831年），阮朝改兴化处为兴化省。嗣德年间，由于中国的战乱和越南北圻的饥荒，兴化省境内盗贼林立，有些地方甚至自设关卡、向百姓征收税收。中法战争期间，老街一带是黑旗军的巢穴。同庆元年（1896年），阮朝改安西府为安边道，下辖昭晋州、水尾州和文盘州3州。后改设为老街道。
维新元年（1907年），法属印度支那政府正式设立老街省，下辖水尾州和保胜州。
保大十九年（1944年），老街省撤销水尾州和保胜州，分设水尾府、保胜府、垻洒州、沙垻州和垻哈州。
1948年1月25日，越南政府将各战区合并为联区，战区抗战委员会改组为联区抗战兼行政委员会。第十战区和第十四战区合并为第十联区，设立第十联区抗战兼行政委员会，老街省划归第十联区管辖。
1949年11月4日，第一联区和第十联区合并为越北联区，老街省随之划归越北联区管辖。
1953年1月28日，老街省自越北联区划归新成立的西北区管辖。
1955年4月29日，西北区改组为泰苗自治区，老街省丰收县划归西北自治区管辖。
1955年5月13日，老街省再度划归越北联区管辖。
1956年7月1日，越北联区改组为越北自治区。老街省划归中央政府直辖，不久又划归老河安区管辖。
1959年3月23日，老河安区撤销，老街省划归中央政府直接管辖。
1966年11月15日，北河县析置新马街县。
1975年12月27日，老街省与安沛省、义路省合并为黄连山省。
1978年，中越战争爆发，中国人民解放军曾占领老街省，后来撤离。此后，由于中越关系紧张，老街省的边境关口曾长期关闭，直到1993年才重新开放。
1979年1月16日，垻洒縣1社、保胜县10村和猛康县1村划归老街市社管辖，保胜县1社5村划归甘棠市社管辖。
1979年4月17日，新马街县并入北河县，甘棠市社并入老街市社。
1980年2月26日，猛康县2社和老街市社1小区1社划归保胜县管辖。
1986年1月13日，保胜县2社划归老街市社管辖。
1989年，保胜县2社划归老街市社管辖。
1991年8月12日，黄连山省分设为老街省和安沛省；老街省下辖老街市社、坝洒县、沙坝县、猛康县、北河县、保胜县、保安县、文盘县、申渊县，省莅老街市社。
1992年6月9日，老街市社析置甘棠市社。
2000年8月18日，北河县析置新马街县。
2002年1月31日，甘棠市社并入老街市社。
2003年11月26日，申渊县划归莱州省管辖。
2004年11月30日，老街市社改制为老街市。
2014年10月30日，老街市被评定为二级城市。
2019年9月11日，沙垻县改制为沙垻市社。
2020年2月11日，保胜县和垻洒縣部分区域划归老街市管辖。
2025年7月1日和原安沛省合併省會遷至安沛市。

## 行政区划
老街省曾下辖1市1市社7县，2025年行政区划更改後，老街省下辖89社、10坊。

## 經濟
老街省以農業和漁業等傳統經濟為主，與中國的跨境貿易亦為主要收入來源。

## 人口
老街省有泰族、儂族、岱族、瑤族等少數民族。

## 外部連結
- 老街省电子信息门户网站（越南文）